# Ćandragupta Maurja
Ćandragupta Maurja lub Czandragupta Maurja (sanskryt चन्द्रगुप्त मौर्य) – król Magadhy, panujący od ok. 321 p.n.e. do 297 p.n.e., pierwszy władca w historii Indii, który zjednoczył pod swoimi rządami prawie cały subkontynent, założyciel dynastii Maurjów. Opisany przez Plutarcha, korzystającego z niezachowanej relacji greckiego posła na dwór indyjski Megastenesa, jako król Sandrakottos (Żywot Aleksandra LXII). Dziad króla Aśoki.
Według tradycji wyznawca dżinizmu, który pod koniec życia zrezygnował z władzy aby zostać mnichem.

## Historyczność i pochodzenie
Do końca XVIII wieku Ćandragupta uważany był za postać na półlegendarną, a jego historyczność podawano nawet w wątpliwość. Dopiero przeprowadzone przez sir Williama Jonesa badania porównawcze źródeł indyjskich oraz klasycznych tekstów europejskiego antyku,  dały potwierdzenie, że Ćandragupta znany z literatury buddyjskiej i dżinijskiej, to Sandrakottos z relacji Plutarcha.
Według tekstów źródłowych Ćandragupta pochodził z warny kszatrijów, a najstarsza, zaliczana do kanonicznej Tripitaki, Mahaparanibbana Sutta (VI.62) wywodzi Maurjów (Morijów) z klanu wojowników rządzących w Pipphaliwana (co potwierdza również cejlońska Mahavamsa, V.16 i 17). Była to jedną z pomniejszych, tradycyjnych republik zajmujących terytoria północno-wschodnich Indii i podobnie jak Kapilavastu Gautamy Buddy znajdowała się pomiędzy Himalajami a Gangesem.

## Walka o władzę
W II poł. IV wieku p.n.e., w północnej części subkontynentu dominowało królestwo Magadhy. Rządząca nim dynastia Nandów, której założyciel Mahapadma pochodził z niskiej warny śudrów, nie mogła poszczycić się wielkim oddaniem i miłością poddanych. Na czas panowania ostatniego z jej przedstawicieli Dhananandy przypadł najazd Aleksandra Wielkiego.
Podbój północno-zachodnich Indii został jednak szybko przerwany buntem wojska, w wyniku którego Macedończycy wycofali się do Babilonu, gdzie Aleksander Wielki zmarł w roku 323 p.n.e. Plutarch twierdził, że Ćandragupta wielokrotnie powtarzał, iż Aleksander z łatwością podbiłby całe Indie rządzone przez władcę nienawidzonego, ze względu na niskie pochodzenie i niegodziwość.
Młodego Maurję w walce o władzę wspierał bramin, późniejszy długoletni minister, Ćanakja Kautilja. Za jego radą dysponujący początkowo niewielkimi siłami Ćandragupta udał się do Pendżabu, gdzie wykorzystując zamieszanie jakie nastąpiło po śmierci Aleksandra, stopniowo połączył poszczególne, rozbite ziemie i stał się na tyle silny, że mógł ostatecznie zakwestionować przywództwo rządzącego na wschodzie Dhananandy.

## Wojna z królestwem Magadhy i dalsze podboje
Zdobywszy w 316 p.n.e. Pendżab Ćandragupta posuwał się na wschód i stopniowo, nie bez problemów, podporządkowywał sobie państwa północnej doliny Gangesu, które korzystając z osłabienia rządzącej dynastii, odzyskały chwilową niezależność. W 314 p.n.e. Maurja zaatakował państwo Nandów i pomimo tego, że wojna okazała się być niezwykle zacięta (Milindapanha IV.8.26) już w rok później koronował się w Pataliputrze na króla Magadhy (czyli de facto całych północnych Indii). Indyjska sztuka pt. Mudra-Rakshasa informuje, że podbój kończyło zdecydowane rozprawienie się z opozycją wewnętrzną.
Nowy władca nie poprzestał na pokonaniu znienawidzonej dynastii. Plutarch twierdzi, że na czele 600-tysięcznej armii zajął całe Indie, co potwierdza cejlońska Mahavamsa nazywając go władcą całej Jambudvipy (Indii). Nawet uznając możliwość przeszacowania dokonań pierwszego z Maurjów przez autorów wspomnianych tekstów, przyjmuje się, że w kolejnych latach Ćandragupta podporządkował sobie przynajmniej znaczną część północnego Dekanu (południowe Indie).

### Wojna z Seleukosem I Nikatorem

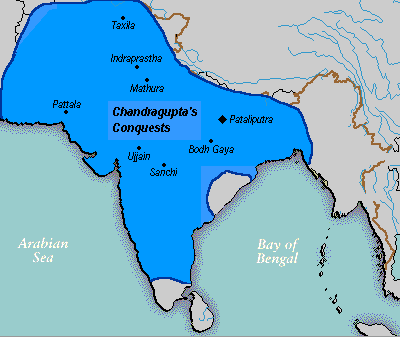
Imperium Ćandragupty ok. 300 p.n.e.

Pomimo tego, że przebieg wojny z Seleukosem, nowym władcą hellenistycznego wschodu, nie jest znany, wiadome są ustalenia układu pokojowego, na który ten chętnie przystał, mając na uwadze czekające go zmagania z pozostałymi pretendentami do schedy po Aleksandrze. I tak w zamian za 500 słoni bojowych i pokój na wschodniej granicy, diadoch zrzekł się swoich praw do ziem na zachód od Indusu. Wydał też za Ćandraguptę jedną ze swoich córek oraz ustanowił na jego dworze pełnomocnika, niejakiego Megastenesa, autora wielokrotnie później cytowanego opisu Indii.

## Administracja
Organizacja imperium znana jest dzięki dwóm podstawowym źródłom: zachowanym w cytatach antycznych pisarzy relacjom Megastenesa i sensacyjnie odnalezionej na początku XX wieku Arthaśastrze (Traktat o polityce). Megastenes podziwiał przede wszystkim osobiste zaangażowanie Ćandragupty i jego oddanie sprawom państwa (według niego najlepiej wyrażające się troską o wymiar sprawiedliwości). Arthaśastra przypisywana początkowo wiernemu towarzyszowi króla, braminowi i pierwszemu ministrowi Ćanakja Kautilji, stanowi z kolei makiaweliczny opis praktyki rządzenia państwem. Z obu tych źródeł wyłania się obraz sprawnej administracji, opartej o wierną władcy biurokrację, zarządzającą całością życia ekonomicznego, a poprzez rozbudowany system służb bezpieczeństwa kontrolujący nie tylko poddanych, ale również samych ministrów.

## Abdykacja i śmierć
Pomimo faktu, iż Ćandragupta wychował się w tradycji braministycznej teksty dżinijskie przypisują mu konwersję i związane z nią porzucenie pod koniec życia spraw doczesnych. Władca, będąc pod wielkim wrażeniem klęski głodu jaka zapanowała w jego państwie, miał udać się na odosobnienie w okolice Mysore, gdzie zmarł na przełomie lat 298/297 p.n.e.